# UFC 257
UFC 257: Poirier vs. McGregor 2 fue evento de artes marciales mixtas producido por Ultimate Fighting Championship que tuvo lugar el 24 de enero de 2021, en el Etihad Arena de Abu Dabi, Emiratos Árabes Unidos.

## Historia
A partir de UFC on ABC: Holloway vs. Kattar, se permitió un número limitado de aficionados dentro del recién construido Etihad Arena, marcando la primera vez desde UFC 248 del 7 de marzo de 2020 que el personal no esencial del evento estaba presente. El recinto tiene una capacidad máxima de más de 18000 personas, pero la UFC esperaba tener cerca de 2000 aficionados para cada uno de los eventos de la isla de la lucha durante la semana.
Para que el evento se retransmita en directo durante el horario de máxima audiencia en la costa este de Norteamérica, el cartel principal comenzó a las 7:00 a. m. (24 de enero) hora local de Abu Dhabi, con un cartel preliminar completo que comenzó aproximadamente a las 4:00 a. m. hora del Golfo.
Una revancha de Peso Ligero entre el ex Campeón de Peso Pluma y Peso Ligero de la UFC Conor McGregor y el ex campeón interino Dustin Poirier encabezó este evento. Se enfrentaron previamente en un combate de peso pluma en UFC 178 el 27 de septiembre de 2014, donde McGregor ganó por TKO en el primer asalto.
Después de defender su título de Peso Ligero en UFC 254 en octubre, Jabib Nurmagomédov anunció inmediatamente su retiro, citando la muerte de su padre por complicaciones relacionadas con el COVID-19 en julio pasado como la principal razón detrás de él. A pesar de su anuncio, el título nunca quedó oficialmente vacante, ya que el presidente de la UFC, Dana White, dijo en varias ocasiones que creía que Nurmagomédov seguiría luchando. Se esperaba entonces una reunión entre ambos para discutir el futuro del campeón esta semana durante la estancia de la organización en Fight Island, que finalmente tuvo lugar el 15 de enero. Al día siguiente, White hizo una aparición en directo en la ABC durante la tarjeta principal de UFC on ABC: Holloway vs. Kattar y reveló el resultado de la reunión: el ruso dejó la puerta abierta a un posible regreso, dependiendo de cómo se desempeñen los peleadores del evento principal y coprincipal en este evento, al tiempo que elogió la actuación de Charles Oliveira en UFC 256. A pesar del anuncio de White, Nurmagomédov indicó en otra entrevista que "volver a pelear no está en mis planes".
Un combate de Peso Gallo entre los recién llegados a la promoción Umar Nurmagomedov y Sergey Morozov estaba inicialmente programado para UFC 254, pero Nurmagomedov se retiró debido a una enfermedad. El emparejamiento se reprogramó entonces para este evento. Finalmente, el combate se fijó para 3 días antes en UFC on ESPN: Chiesa vs. Magny.
Se esperaba un combate de Peso Mosca entre Amir Albazi y Zhalgas Zhumagulov en UFC on ESPN: Smith vs. Clark, pero Zhumagulov se retiró por problemas de visa y el combate se reprogramó para este evento.
Se esperaba que la ex Campeona de Peso Atómico de Invicta FC, Michelle Waterson, se enfrentara a Amanda Ribas en un combate de peso paja femenino en este evento. Sin embargo, Waterson se retiró del combate a principios de diciembre por razones no reveladas. La sustituyó Rodriguez.
Tagir Ulanbekov estaba programado brevemente para enfrentarse al veterano Matheus Nicolau en un combate de Peso Mosca. Sin embargo, Ulanbekov se retiró a finales de diciembre por razones no reveladas. El emparejamiento fue finalmente reprogramado para UFC Fight Night: Edwards vs. Chimaev el 13 de marzo.
Se esperaba un combate de Peso Medio entre el ganador de The Ultimate Fighter: Team Joanna vs. Team Cláudia, Andrew Sánchez y André Muniz. A finales de diciembre, Muniz se retiró por una lesión y fue sustituido por Makhmud Muradov.
El combate de Peso Gallo Gemenino entre la ganadora de The Ultimate Fighter: Team Rousey vs. Team Tate y la ex Campeona de Peso Gallo de la UFC Sara McMann (también medalla de plata olímpica en lucha libre en 2004) estaba originalmente programado para tener lugar una semana antes en UFC on ABC: Holloway vs. Kattar, pero finalmente se retrasó a este evento.
Estaba previsto un combate de Peso Pluma entre Shane Burgos y Hakeem Dawodu. Sin embargo, el 9 de enero, Dawodu se vio obligado a retirarse del combate alegando una lesión en el hombro. La UFC confirmó tres días después que Burgos también estaba lesionado y el combate se canceló.
El día del pesaje, un par de combates de Peso Ligero sufrieron cambios importantes debido a varios problemas: Ottman Azaitar y Matt Frevola estaban programados para enfrentarse en la parte preliminar del evento. Sin embargo, se anunció que Azaitar fue retirado del combate y se le rescindió el contrato después de que se determinara que había violado los protocolos de salud y seguridad del COVID-19, al intentar ayudar a otros a entrar en la zona de seguridad designada por la UFC. El otro combate que sufrió alteraciones fue el de Nasrat Haqparast y Arman Tsarukyan. Haqparast se retiró del combate debido a una enfermedad no revelada y Tsarukyan se pesó en 157 libras, una libra por encima del límite de combate de Peso Ligero sin título. Como resultado, la promoción organizó un combate de Peso Capturado entre Frevola y Tsarukyan para mantener a ambos atletas en la cartelera. Posteriormente, Tsarukyan perdió el 20% de su bolsa a favor de Frevola por haber perdido el peso.

## Premios extra
Los siguientes peleadores recibieron $50,000 en bonos:
- Actuación de la Noche: Dustin Poirier, Michael Chandler, Makhmud Muradov y Marina Rodriguez